# دومريق
دومريق هي قرية في مقاطعة كليبر، إيران. عدد سكان هذه القرية هو 186 في سنة 2006.